# Top Wing
Top Wing es una serie de televisión animada canadiense en CGI producida por Industrial Brothers y 9 Story Media Group. La serie estrenó el 6 de noviembre de 2017 por Nickelodeon y Nick Jr. en los Estados Unidos.

## Argumento de la serie
Teniendo lugar en la Gran Isla Remolino, una isla habitada por aves y otros animales, Top Wing sigue a cuatro ávidos pájaros jóvenes: Swift, Penny, Brody y Rod, que trabajan juntos en la Academia Top Wing como nuevos cadetes para ganarse las alas ayudando a su comunidad. Con la ayuda del mentor Speedy, los cadetes asumen diferentes misiones para mejorar sus habilidades de rescate y también ayudan a los necesitados, mientras aprenden lecciones importantes.

## Personajes

### Principales
- Swift (voz por Jonah Wineberg (temp. 1) y Tristan Mercado (temp. 2-act.)): es un arrendajo azul de 15 años, que es el líder del equipo Top Wing y es realmente bueno para volar alto en el cielo. Es el "líder" de los cadetes. Su color es el anaranjado.
- Penny (voz por Abigail Oliver (temp. 1) y Lilly Bartlam (temp. 2-act.)): es un pingüino de 12 años que es experta en la vida submarina en su submarino y es la única mujer cadete. Su color es el rosado.
- Brody (voz por Lucas Kalechstein): es un frailecillo de 10 años al que le encanta volar con las olas, una y otra vez. Su color es el verde claro.
- Rod (voz por Ethan Pugiotto (temp. 1-2) y Kinsgley Marshall (temp. 3-act.)): es un gallo de 14 años que está listo para conducir por la isla con su todoterreno. También es el cadete de relevo cómico. Su color es el rojo.
- Speedy (voz por Colin Doyle (EE. UU.) Brad Kavanagh (temp. 1-2)): ayuda a los cadetes de Top Wing. Es su instructor de la Academia Top Wing. Pilota el HQ Command Flyer. Su color es el azul.
- Bea (voz por Bryn McAuley): es la jefa de mecánicos que ayuda en la sede con Speedy. Su color es el amarillo.
- Chirp (Pía en Latinoamérica) y Cheep (Pío en Latinoamérica) (voz por Shirley Manson): son dos pollitos que se reunieron al equipo Top Wing.

### Recurrentes
- Rhonda (voz por Raven Dauda)
- Oscar el pulpo (voz por Joseph Motiki (temp. 1-2) y Noah Munck (temp. 3-act.)
- Treegoat (voz por Jonathan Potts)
- Sammy el mono (voz por Tyler Barish)
- Shirley la ardilla (voz por Bryn McAuley)
- Timmy la tortuga (voz por Meesha Contreras)
- Honu la tortuga (madre de Timmy) (voz por Linda Ballantyne)
- Dina la rinoceronte (voz por TJ McGibbson)
- Sra. Brownbear (voz por Julie Sype)